# Peter Nixon

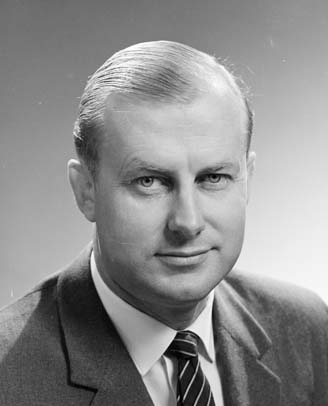
Peter Nixon (1967)

Peter James Nixon, AO (* 22. März 1928 in Orbost, Victoria; † 1. Mai 2025) war ein australischer Politiker der National Party of Australia, der zwischen 1961 und 1983 Mitglied des Repräsentantenhauses sowie mehrmals Minister war.

## Leben
Peter James Nixon, Sohn von Percival C. Nixon und dessen Ehefrau Grace Hunter Nixon, besuchte das Wesley College in Melbourne, und war als Farmer, Rinderzüchter sowie als Geschäftsführer tätig. Am 9. Dezember 1961 begann seine politische Laufbahn, als er für die Country Party zum Mitglied des Repräsentantenhauses gewählt wurde, in dem er bis zum 4. Februar 1983 den Wahlkreis Gippsland vertrat. Während seiner Parlamentszugehörigkeit wurde er 1964 zunächst Mitglied des Gemeinsamen Ausschusses für öffentliche Konten (Joint Committee Public Accounts) sowie 1967 Mitglied des Gemeinsamen Außenpolitischen Ausschusses (Joint Committee Foreign Affairs). Am 16. Oktober 1967 übernahm er in der Regierung Holt II als Innenminister (Minister for the Interior) erstmals ein Ministeramt und bekleidete dieses auch im Kabinett McEwen (19. Dezember 1967 10. Januar 1968), in der Regierung Gorton I (10. Januar 1968 – 28. Februar 1968), der Regierung Gorton II (28. Februar 1968 – 12. November 1969) sowie in der Regierung Gorton III (12. November 1969 bis 5. Februar 1971). Im Zuge einer Umbildung des dritten Kabinetts Gorton wurde er am 5. Februar 1971 Minister für Schifffahrt und Verkehr (Minister for Shipping and Transport) und bekleidete diesen Posten ab dem 10. März 1971 auch in der Regierung McMahon bis zum 5. Dezember 1972, nachdem die Koalition aus Liberal Party und Country Party zuvor bei den Wahlen vom 2. Dezember 1972 eine Niederlage gegen die Australian Labor Party (ALP) erlitten hatte. Er wird in dem Lied Gurindji Blues erwähnt und sagt „Kaufe dein Land zurück, Gurindji“, was sich auf seine Einschätzung des Landrechtsstreiks am Wattie Creek bezieht. Im Repräsentantenhaus war Nixon dafür bekannt, Beleidigungen mit Oppositionsmitgliedern und insbesondere seine verbalen Streitigkeiten mit dem Labour-Politiker Fred Daly auszutragen.
Während der darauf folgenden Jahre in der Opposition von 1972 bis 1975 war er eine der führenden Persönlichkeiten, die die Nationale Partei davon überzeugte, die von der nunmehr regierenden Australian Labour Party (ALP) eingebrachten Gesetzgebungsverfahren im Gegensatz zum bisherigen Koalitionspartner Liberal Party of Australia (LP) zu unterstützen. Dies hat dazu beigetragen, den Wählern der Nationalen Partei die Unabhängigkeit von der Liberalen Partei zu beweisen, und in Fällen, in denen die Nationalen die Politik der Labour Party in Bezug auf Bildungszuschüsse für öffentliche Schulen unterstützten, hat dies dazu beigetragen, die Verbindung der Nationalen Partei mit den Kernfragen der Wähler aufzuzeigen. Nixon war auch ein langjähriger Kritiker dessen, was er als Voreingenommenheit der Australian Broadcasting Corporation (ABC) gegen die National Party ansah.
In der am 11. November 1975 gebildeten Regierung Fraser I übernahm er die Ämter als Verkehrsminister (Minister for Transport) und Generalpostmeister (Postmaster-General). Das Amt des Verkehrsministers hatte er vom 22. Dezember 1975 bis 20. Dezember 1977 auch in der Regierung Fraser II sowie anschließend zwischen dem 20. Dezember 1977 und dem 8. Dezember 1979 in der Regierung Fraser III inne. Im Zuge einer Umbildung des dritten Kabinetts Fraser fungierte er zudem vom 27. September 1979 bis 3. November 1980 als Minister für die Grundstoffindustrie (Minister for Primary Industry) und verblieb in dieser Funktion zwischen dem 3. November 1980 und dem 11. März 1983 auch in der Regierung Fraser IV.
Nach seinem Ausscheiden aus der Politik im Jahr 1983 kehrte Nixon in die Geschäftswelt zurück und zwischen 1984 und 1991 Mitglied der Kommission der Australian Football League (AFL). Er war des Weiteren zwischen 1984 und 2000 Vorstandsvorsitzender des Medienunternehmens Southern Cross Broadcasting  sowie von 1988 bis 2000 Direktor der Logistik- und Lieferkette Linfox. Für seine langjährigen Verdienste im Parlament und für das Gemeinwohl wurde ihm am 26. Januar 1993 das Offizierskreuz des Order of Australia (AO) verliehen. Ferner war er von 1995 bis 1997 Chefkommissar des Kommunalverwaltungsgebietes (Local Government Area) von East Gippsland Shire. 1996 wurde er zum Vorsitzenden einer Gemeinsamen Kommission des Commonwealth of Nations zur Untersuchung der Wirtschaft von Tasmanien gewählt, die den nach ihm benannten Nixon Report: Tasmania into the 21st Century herausgab. Er war seit 1954 mit Jacqueline Thelma Sally Dahlsen verheiratet.